# Jo Uh-jin
Jo Uh-jin (koreanisch 조우진; * 7. Juli 1987) ist ein südkoreanischer Fußballspieler. Aktuell steht er beim Ansan Greeners FC unter Vertrag.

## Karriere

### Jugendzeit
Seine Ausbildung fing er in der Pohang Steelers-U15-Jugendmannschaft an, welche er von 2000 bis 2002 angehörte. Danach wurde er in die Pohang Steelers-U18-Jugendmannschaft weiter versetzt und beendete seine Ausbildung dort 2005. 

### Fußball-Karriere in Südkorea
Seine erste Station war der japanische Fußballverein Sanfrecce Hiroshima. Von 2006 bis 2007 gehörte er diesen Team an, ehe er 2008 zu den Drittligisten Ulsan Hyundai Mipo Dolphins FC wechselte. Dort kam er aber in den zwei Spielzeiten auf nur 1 Ligaeinsatz. Mitte 2009 wechselte er zum Ligakonkurrenten Mokpo City FC.  Für Mokpo City FC lief er bis Ende 2010 in 22 Spielen auf und erzielte dabei 1 Tor. Danach wechselte er zum Erstligisten Gwangju FC. Dort absolvierte er bis Ende 2012 20 Ligaeinsätze und erzielte dabei 1 Tor. 2013 wechselte er zum Ligakonkurrenten Daegu FC, wo er allerdings nie über die Reservistenrolle hinauskam und nur auf einem Einsatz in der Liga kam. 2014 wechselte er erneut in die Dritte Liga, zu Cheonan City FC. Dort absolvierte er in der Spielzeit 2014 11 Ligaeinsätze. Nach Ende der Saison 2014 wechselte er zum Amateurverein Hwaseong FC. Dort blieb er bis 2016. 2017 verpflichtete der Zweitligist Ansan Greeners FC ihn.